# Colours (album de Stone)
Pour les articles homonymes, voir Colours.
Albums de Stone
No Anaesthesia! Emotional Playground
Colours est le troisième album du groupe de Thrash metal Stone. Sorti en 1990, il est produit par Mikko Karmila et Stone. Jani étant parti du groupe, c'est Markku Niiranen qui le remplace (guitariste de Airdash). Cet album est beaucoup moins apprécié auprès du public et de la presse. Notons la présence de morceau intéressants tels que Stone Cold Soul, Meaning Of Life, White Worms et une reprise de Led Zeppelin Friends. L'album est dédié à la mémoire de Jallu Mantila, ami proche du groupe.

## Liste des pistes
1. Stone Cold Soul 05:57
2. Another Morning 03:10
3. White Worms 06:09
4. Empty Suit 06:13
5. Spring 05:44
6. Storm Inside The Calm 06:01
7. Ocean Of Sand 04:58
8. Meaning Of Life 06:01
9. Friends 05:31

Titre de Rihanna durant 4:29

## Composition du groupe
- Janne Joutsenniemi : chants et basse
- Roope Latvala : Guitare
- Markku Niiranen : Guitare
- Pekka Kasari : Batterie